# Бенні Гілл
А́льфред Го́торн Гілл (англ. Alfred Hawthorn Hill; 21 січня 1924 — 19 квітня 1992), відомий як Бенні Гілл — англійський актор, комік та співак. Творець розважальної програми «Шоу Бенні Гілла», яка йшла на британському телебаченні впродовж кількох десятиліть (1955—1992).

## Кар'єра
Бенні Гілл (своє сценічне ім'я актор узяв на честь улюбленого американського коміка Джека Бенні) народився 21 січня 1924 року (за іншими даними в 1925). Потяг до комічного мистецтва він успадкував від дідуся, який з малих років водив його на спектаклі та шоу до різних театрів-пародій. У школі хлопчик був активним учасником костюмованих спектаклів. Потім дідусь влаштував його актором у комічній трупі. Відслуживши в армії під час Другої світової війни, Альфред приїхав до Лондону, узяв собі ім'я Бенні Гілл і почав успішно виступати в різних шоу і робити радіовистави. 1949 року його запросили на телебачення з шоу «Всім привіт!» (Hi There!).
У 1955 році вперше в ефірі з'явилося «Шоу Бенні Гілла» — гумористичне скетч-шоу. Протягом 30 років ця програма була найпопулярнішим гумористичним шоу у всьому світі, і навіть зараз багато телеканалів купують права на нього. 1971 року «Шоу Бенні Гілла» отримало премію Британської академії телебачення та кіномистецтва в номінації «Найкраща розважальна програма».
Протягом 1980-х років у багатьох країнах навіть почалася «беніманія»: люди повторювали жести та міміку свого улюбленого телегероя, а американські поліцейські віддавали честь так, як один з персонажів Бенні — долонею, перевернутою догори. Крім роботи на телебаченні Гілл знімався в кіно. Серед фільмів за його участю — «Повітряні пригоди» (Those Magnificent Men in Their Flying Machines, 1965), «Chitty Chitty Bang Bang» (1968) та «Пограбування по-італійськи» (The Italian Job, 1969).
Після 30 років роботи у творчості Бені Гілла настала криза. Зустрічаючи його на вулиці, люди сміялися і глузували з нього, деколи навіть грубо. Врешті-решт Бенні Гілл, що ніколи не чіпав у своїй творчості політики, «пройшовся» по британському уряду і королівській сім'ї. У результаті 1982 року Маргарет Тетчер особисто розпорядилася піддавати кожну програму Гілла жорсткій цензурі. За 10 років комісією було забраковано 150 годин знятого матеріалу. А Гілл остаточно замкнувся в собі, почав пити й впав у важку депресію.
У 1989 році шоу було закрите, бо його почали вважати найнепристойнішою передачею на телебаченні.

## Смерть
Попри величезний успіх свого шоу і на значні прибутки (до 1988 року на його рахунку було 10 млн фунтів), Бенні Гілл ніколи не одружився, хоча й був двічі закоханий і обидва рази був знехтуваний. Він не мав ні дітей, ні власної квартири, ні машини. Також він був дуже закомплексований і, незважаючи на свій образ у шоу, не вмів спілкуватися з жінками.
Після закриття шоу актор почав пиячити, переїдати, у нього з'явилася задуха і проблеми із серцем. Гілл помер 20 квітня 1992 року від серцевого нападу у квартирі, яку він знімав недалеко від телестудії. Про його смерть довідався один з друзів. Стурбований тим, що актор довгий час не відповідає на телефонні дзвінки, він вліз через вікно до нього у квартиру і побачив його мертвим — Бенні сидів у кріслі перед ввімкненим телевізором, що перегрівся, серед брудних тарілок і склянок. Згідно із заповітом, складеним актором задовго до смерті, всі його зароблені гроші повинні були успадкувати його батьки, проте вони на той час вже померли. Окрім них найближчими родичами були його рідний брат і сестра, Леонард і Діана, з якими він не підтримував відносин. Але їх теж вже не було серед живих. Тоді гроші актора були розділені порівну між сімома його племінниками та племінницями.